# Полюстровский проспект
Полю́стровский проспект — крупная транспортная магистраль в северной части Санкт-Петербурга. Проходит от Среднеохтинского проспекта (Красногвардейский район), продолжая его, до 1-го Муринского проспекта (Выборгский район). Название — по названию исторического района Полюстрово.

## История
До начала XX века служил северной границей города. Участок проспекта от продолжения линии Литовской улицы до 1-го Муринского проспекта является границей между Выборгским (чётная сторона) и Калининским (нечётная сторона) районами города.
Окрестности проспекта за исключением самой площади Калинина представляют собой неэстетичную промзону, характер которой в конце XX и начале XXI века стал меняться: появились автосалоны в стиле хай-тек и новые автостоянки, проходит реконструкция здания ПТУ-46 при ЛОМО под городской учебный центр и энергетического комплекса (обновление зданий и оборудования электроподстанции «Волхов-Северная» и реконструкция зданий холдинга «Электрокерамика» с приспособлением под нужды Смольного института Российской академии образования). Промышленные здания переоборудуются под бизнес-центры и снабжаются легкомоющимися современными навесными фасадами. Неоднозначную реакцию жителей и защитников старой архитектуры вызвали сообщения о предстоящей реконструкции или сносе неблагоустроенных, но озеленённых пятиэтажных домов периода конструктивизма в квартале между Кондратьевским и Полюстровским проспектами, ул. Жукова и Чичуринским переулком. Планируется и начало осуществляться развитие улично-дорожной сети района (см. ниже).
По сообщению газеты «Петербургский дневник» от 27 сентября 2012 года на проходящем в Гавани V Международном инновационном форуме был показан «один из самых интересных проектов, получивший одобрение губернатора, — строительство квартала с высокой энергоэффективностью и новыми средствами безопасности на Полюстровском пр., 36».

## Достопримечательности
- Сквер Безбородко
- д. 8 — Пискарёвский проспект, 8 — улица Жукова, 3 — комплекс зданий Канатной фабрики Эдвардса и Кавоса. Фабрика была основана в 1876 году, прекратила существование в начале 1990-х. Большая часть комплекса снесена в 2005—2006 годах[3].
- Любашинский сад
- д. 14 — Комплекс зданий Санкт-Петербургского института машиностроения (ЛМЗ-ВТУЗ).

- Ансамбль сталинской и конструктивистской застройки 1930-х годов площади Калинина с кинотеатром «Гигант» (затем развлекательный комплекс «Гигант-холл»), Калининским универмагом и памятником М. И. Калинину
- д. 46 и д. 59  — комплекс предприятий электроэнергетики: здания и сооружения электрической подстанции «Волхов-Северная» (д. 46) и здания завода фарфоровых электрических изоляторов (д. 59) (главное здание перестраивается в 2012 г.; ныне холдинг «Электрокерамика», являющийся соучредителем находящегося там же НОУ ВПО «Смольный институт Российской академии образования» (НОУ СИ РАО, ранее — университета). Ярко-красное основное здание подстанции считается памятником промышленной архитектуры. Она построена в рамках плана электрификации России ГОЭЛРО в 1920-х годах для приема, трансформации и распределения электроэнергии от Волховской ГЭС вместе с Трансформаторным заводом «Ленэнерго»[4] и заводом по производству керамических изоляторов для электрических линий. На сайте «АСК-Инвест» сообщается о проведении данной фирмой реконструкции здания под бизнес-центр[5], а на сайте «Росправосудие» сообщается о полном отказе петербургского арбитража в удовлетворении иска со стороны ОАО «ФСК ЕЭС» о признании права собственности на здание общеподстанционного пульта управления подстанции 330 кВ № 16 «Волхов-Северная», расположенным по адресу: Санкт-Петербург, Полюстровский пр., д. 46, лит. А, площадью 11 987,7 м². в силу приобретательной давности (статья 234 Гражданского кодекса РФ (далее — ГК РФ). Ответчик: Территориальное управление Федерального агентства по управлению государственным имуществом в городе Санкт-Петербурге[6]. По мнению суда, здание неоспоримо находится в федеральной собственности.
- д. 52, к. 2 — каркас недостроенного цеха «ЛОМО» (именуемый в народе скелетом). Сооружение было заброшено на стадии строительства в середине 1990-х, с тех пор его использовали для тренировок любители страйкбола, пейнтбола и промышленного альпинизма. Было демонтировано в 2013 году, территорию планируют застроить[7][8].

- Полюстровский сад[9][10] за средней школой № 104 им. М. С. Харченко Выборгского района. На примыкающей к проспекту и саду территории бывшего садоводства (одного из последних в городе) неоднократно начиналось строительство торгово-развлекательного комплекса «Европолис»[11]; летом 2012 года снесены первоначальные металлоконструкции, простоявшие несколько лет, и завезены сыпучие материалы. Введён в эксплуатацию в 2014 году[12].
- д. 87, литера А — здание Кушелевского холодильника № 6 Росмясомолторга, построено в 1936—1939 годах. Сооружение обладает признаками памятника промышленной архитектуры, является уникальным образцом строительства второй и третьей пятилеток. В годы блокады Ленинграда Кушелевский холодильник был единственным, где хранилось продовольствие для города[13]. 17 февраля 2021 года была подана заявка в КГИОП для рассмотрения возможности внести здание в реестр объектов культурного наследия, однако уже 28 февраля ООО «Сносстройинвест» по заказу АО «Петрохолод» начал снос[14][15].

В мае 2020 года жители без согласования с властями создали Сад памяти детей Блокадного Ленинграда имени Тани Савичевой; на апрель 2023 сад находится под угрозой уничтожения.

## Смежные улицы
Пересекает или примыкает (с востока на запад):
- Среднеохтинский проспект (является продолжением Полюстровского проспекта)
- Апрельская улица
- Пискарёвский проспект
- Феодосийская улица
- Замшина улица
- Кондратьевский проспект
- площадь Калинина
- Чичуринский переулок
- Чугунная улица
- Менделеевская улица
- Новолитовская улица
- Кантемировская улица / проспект Маршала Блюхера
- 1-й Муринский проспект, являющийся продолжением Полюстровского проспекта, и улица Харченко, от места пересечения с которыми отходит под железнодорожным мостом выезд на Политехническую улицу и выезд с улицы Карбышева.

В первом десятилетии XXI века в рамках городской программы ликвидации неиспользуемых городских железнодорожных переездов и в связи с планами развития холдинга «Электрокерамика» устранена шедшая к заводу электроизоляторов пересекавшая проспект линия грузовой железной дороги от ветки параллельно Чичуринскому переулку со стороны улицы Жукова и Чугунной улицы со станции Санкт-Петербург-Финляндский-Товарный.
Летом и осенью 2012 ремонтировался, снабжался светофорным регулированием и планировался к открытию перегороженный и закрытый много лет выезд на проспект с Чугунной улицы; устанавливался и готовился к вводу в эксплуатацию светофорный пост на выезде на проспект с Литовской и Менделеевской улиц. Эти работы отражали тенденцию возрастания потока машин по проспекту и прилегающим улицам. Участок проспекта, по сообщениям СМИ, должен войти в состав Северной вылетной магистрали № 7. Сообщалось о работах по пробивке продолжения параллельной проспекту улицы Жукова к Чугунной улице и фактическом открытии проезда по нему, а также пробивке Чугунной улицы к Полюстровскому проспекту.